# Nemoci koní

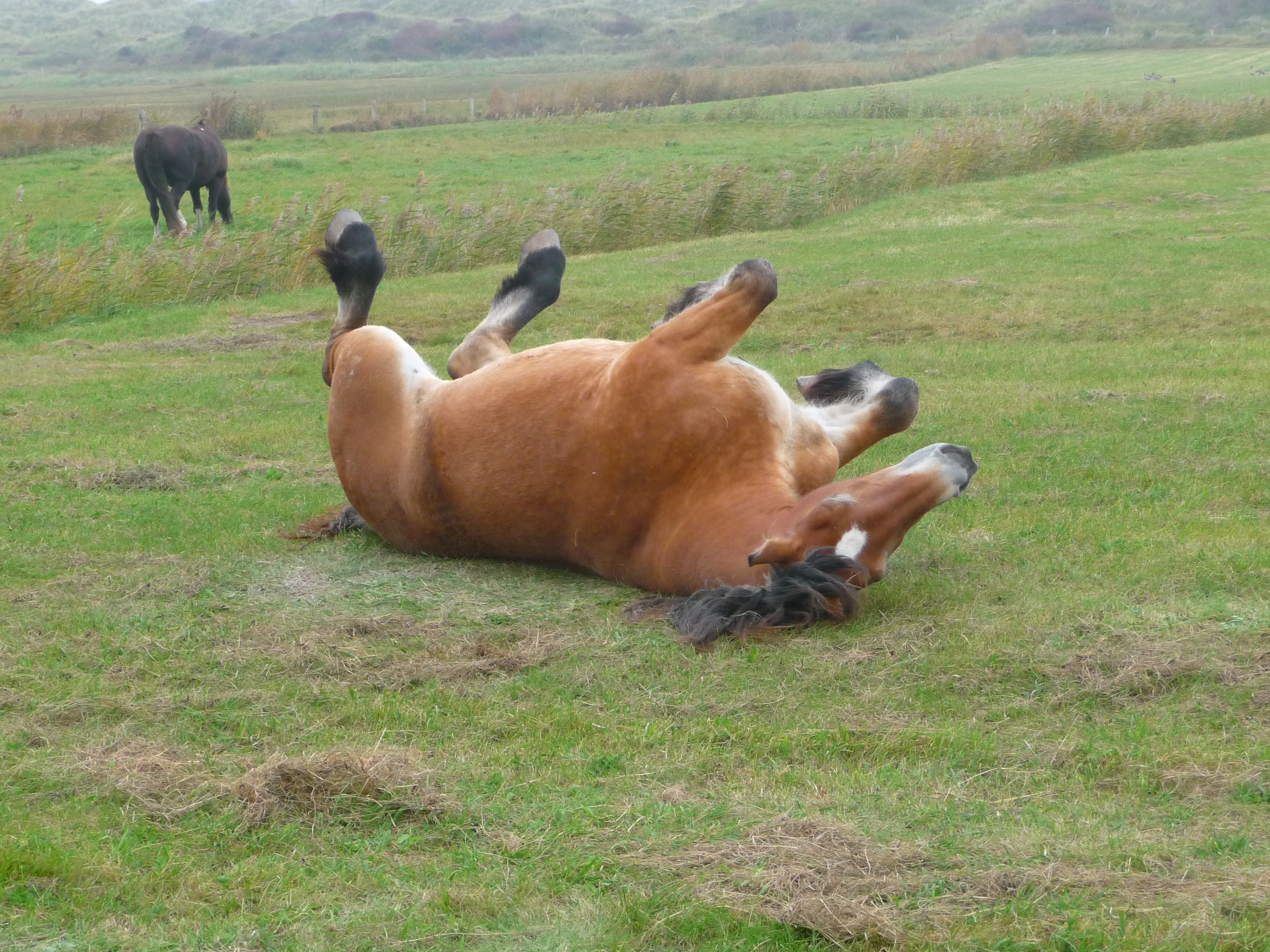
Nadměrné válení je jedním z příznaků nejčastějšího koňského onemocnění zvaného kolika

Koně trpí širokým spektrem onemocnění - dělit je můžeme na ta nakažlivá (způsobená viry, bakteriemi a parazity) a nenakažlivá (koliky, onemocnění pohybového aparátu atd.). Zdraví koně se posuzuje dle mnoha znaků, z nichž nejpatrnější jsou přijímání potravy, hladká a zdravá srst, pravidelné vyměšování výkalů, změny v chování. Prudká změna v chování je obvykle signálem pro chovatele, že s koněm není něco v pořádku a problém je třeba rychle diagnostikovat.

## Onemocnění virová a bakteriální
U koní se virové a bakteriální infekce projevují typicky náhlým nástupem s teplotou, nechutenstvím, apatií. Nutná je přítomnost veterinárního lékaře a včasná diagnóza s nasazením léčiv. Některá onemocnění jsou přenosná na člověka (vozhřivka, salmonelóza, leptospiróza), jiná typická pouze pro koně. Některá nakažlivá onemocnění vedou u klisen k potratům (infekční zmetání klisen).
- Koňská chřipka (influenza equorum) - Přenosné onemocnění doprovázené horečkami, slabostí, výtokem z nosu, záněty očních spojivek a dutiny ústní. Inkubační doba je 1 až 10 dní. Předcházení je možné každoroční vakcinací.
- Vozhřivka - Způsobuje ji bakterie Burkholderia mallei a u koní se projevuje jako těžká bronchopneumonie s krvácením z nosu, přechází i na kůži, kde se tvoří uzlíky rozpadající se v hluboké vředy. Česká republika je této nákazy prostá. Koně s pozitivním testem na vozhřivku je zakázáno do ČR transportovat. Při podezření na výskyt vozhřivky je povinností chovatele informovat Krajskou veterinární správu, popř. soukromého veterinárního lékaře. Nákaza je přenosná na člověka a potencionálně smrtelná.
- Kopytní absces - Onemocnění kopyt, které je často způsobeno vniknutím cizího tělesa (např.: hřebík, ostrý kamínek) do kopyta.
- Rakovina kopyt - Nebezpečné onemocnění, projevující se na rohovém chodidle změnou celistvosti a pružnosti. Rohovina se rozpadá a při seříznutí silně krvácí. Je způsobené zánětem kopytní škáry a nejedná se tak přímo o nádorové onemocnění.[1]
- Theilerova choroba - Je infekční onemocnění jater, které se přenáší aplikací infikovaných injekčních preparátů na bázi koňského séra.

Při vnějším poranění koně je vždy nutné zajistit vhodné ošetření, aby nedošlo především k bakteriálním infekcím. Nejnebezpečnější jsou zárodky tetanu, které žijí v koňském truse. Většina zárodků se usmrcuje pomocí volného kyslíku. Každá rána se má proto ošetřit tříprocentním roztokem H2O2. U velké rány je potřeba zavolat veterináře, aby koni podal protitetanové sérum. Rána se také vyplachuje slabým roztokem hypermanganu, chloraminu, ajatinu, dále výluhem heřmánku a někdy i lihovým nápojem nebo jodovou tinkturou. Zbytečně koně nedráždíme prohmatáváním. Nebezpečné krvácení zastavíme tlakovým obvazem a vyčkáme příchodu veterináře.

## Parazitární onemocnění
Může jít jak o prvoky, tak mnohobuněčné cizopasníky. Patří často k nakažlivým nemocem (ústrojí, krve i kůže).
- Pohlavní ústrojí napadá Trypanosoma equiperdum, která způsobuje hřebčí nákazu, přenášenou pohlavním stykem na kobyly i hřebce.
- Koně trpí celou řadou vnitřních parazitů, nejčastěji oblými červy rodu Strongylida a Parascaris (škrkavka), méně často se lze setkat se zástupci tasemnic rodu Anoplocephala a roupy rodu Oxyurus. Roupi nebyli dlouho v ČR u koní detekováni, ale k jejich opětnému zanesení došlo v roce 2010 díky ustájení českých koní ve stájích v Rumunsku, kde se infikovali a jejich následný návrat do ČR. Kromě roupů mohou být ostatní výše zmínění parazité jednou z příčin kolik či jiných zdavotních poruch. Výskyt škrkavek se projeví špatnou kondicí, nelesklou srstí a zvětšeným objemem břicha.
- Vzácně lze v ČR u koní zjistit onemocnění plicním oblým červem, tzv. plicnivkou, rodu Dictyocaulus. Hlavním rizikovým faktorem je společná pastva koní s osly, kteří plicnivku přenášejí a přitom netrpí příznaky.
- Trichofytóza (zastarale opar lisivý) je kožní onemocnění způsobené plísněmi rodu Trichophyton. Tvoří ho stroupky o velikosti v průměru 2 až 3 cm z kterých se po čase ztrácejí chlupy. Toto onemocnění se šíří dotykem, zejména při půjčování svého čištění jinému chovateli. Ve svém vlastním zájmu nepůjčujte své pomůcky lidem, u kterých nevíte, jestli jsou jejich koně bezprostředně zdrávi. Onemocnění je přenosné na člověka!! Dříve povinné hlášení Krajské veterinární srávě při podezření na výskyt této nákazy se již neprovádí vzhledem k aktuálnímu znění zákona č. 166/1999 Sb., O veterinární péči. [2]

## Nenakažlivá onemocnění orgánových soustav
Nejčastěji se u koní objevují onemocnění trávicí a vylučovací soustavy spojená s nesprávnou výživou. Koňský trávicí trakt je velmi dlouhý a spoléhá na zdravou a četnou bakteriální faunu. Velmi typické a závažné jsou koliky, které bývají považovány spíše za skupinu příznaků než za onemocnění.

### Koliky
Nejčastější chorobou jsou poruchy trávení doprovázené bolestí v dutině břišní. Tento jev se nazývá kolika. Příznaky této nemoci začínají běžným nechutenstvím nebo neklidem koně, tzn. že nepřijímá potravu a válí se v boxu. Často se potí, kope zadníma nohama, a je celkově neklidný. Při kolice se kůň snaží zaujmout pozici sedícího psa, aby ulevil tlaku zvětšeného žaludku na bránici a plíce.
- Zácpová kolika – jsou méně slyšet zvuky charakteristické pro střevní činnost, kontrolujeme ji přiložením ucha na břišní stěnu koně
- Plynová kolika – kůň trpí prudkými bolestmi střev
- Močová kolika – při této nemoci se přeplňuje močový měchýř, např. ucpáním močových trubic kamínky nebo pískem, vše je doprovázeno křečí v hladké svalovině střeva. Křeč se stále stupňuje a bolest, která vzniká zatěžuje ústřední nervový systém. Ve střevě při křeči dochází k uzávěru, zplodiny pak prosakují na pobřišnici koně, která se může zanítit a vést tak až k zatížení srdeční svaloviny, což může znamenat smrt koně.

I zpočátku lehká kolika se může během několika hodin změnit ve velmi vážný život ohrožující stav, proto je třeba ihned při takovýchto obtížích zvážit situaci a volat veterinárního lékaře.

## Onemocnění pohybového aparátu

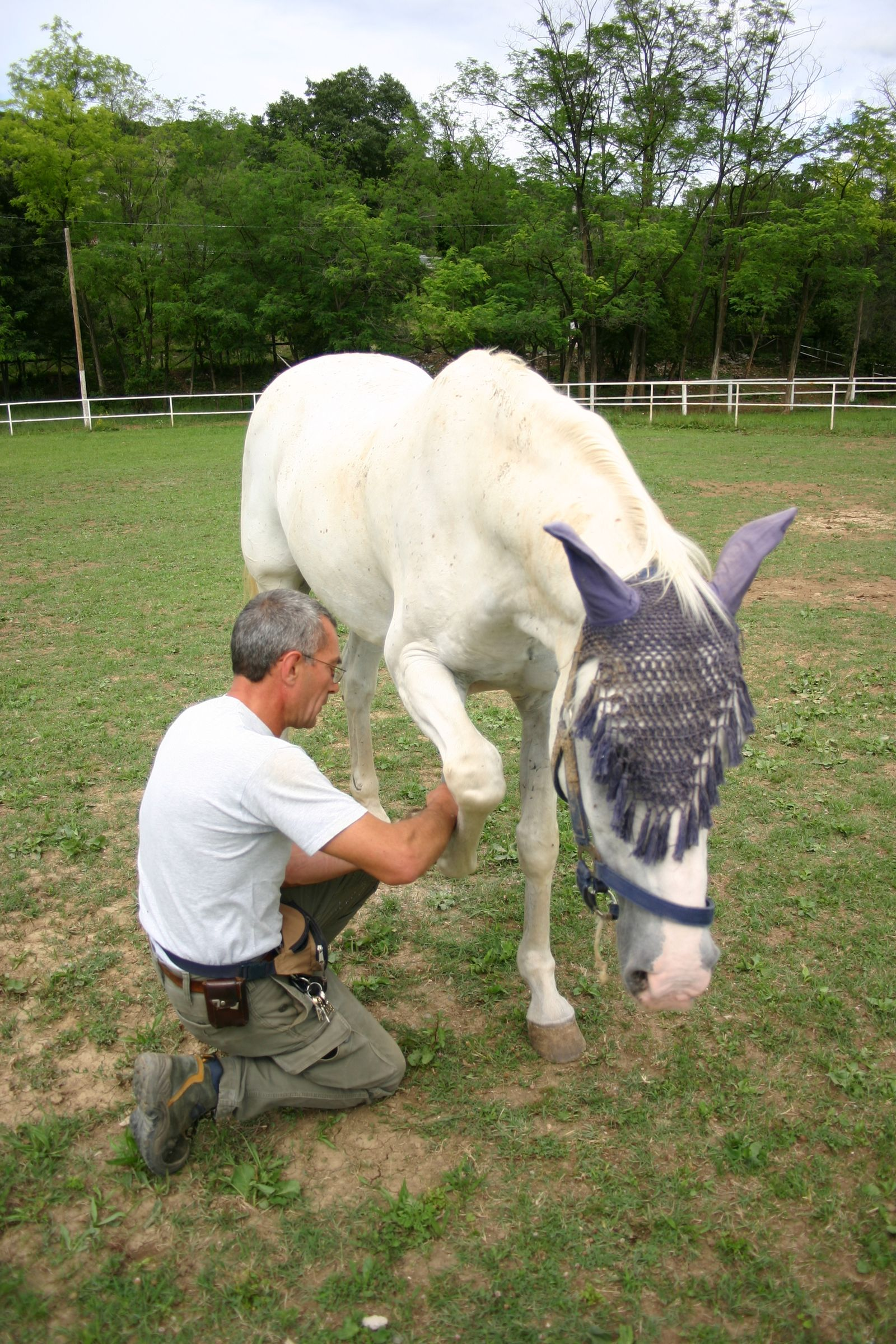
Nemocný kůň (nikdy si takto ke koni nestoupejte)

Mohou vznikat jako důsledek nevhodné zátěže koně a úzce souviset i se způsobem podkování a ošetření kopyt. K problémům spojeným s pohybem koní patří také otlaky způsobené sedlem. Vznikají na místech, kde dochází k tření kůže koně s postrojem (např. sedlovou rozsochou na kohoutku nebo ztvrdlou plstěnkou). V místě tření jsou vidět sedřené chlupy a kůň reaguje na dotek přecitlivěle.
- Schvácení kopyt - Forma nehnisavého zánětu škáry kopytní. Takovéto onemocnění vzniká bezprostředně po velké námaze na nichž kůň nebyl připraven. Postihuje i koně, kteří dostali i nevhodné krmivo, např. žito, nevypařený ječmen, plesnivé seno.
- Záněty šlach - Během kratší doby lze vyléčit pouze lehčí případy zánětu šlach. Těžší případy se léčí i celé měsíce. Náhle vzniklý zánět s příznaky bolestivosti, otoků, kulhání, přejde většinou během několika dnů v zánět vleklý. Otok se sice zmenší avšak zatvrdne, šlacha nehřeje, je vlažná. Později nahmatáme tvrdá zduření. Kůň v tomto období zpravidla nekulhá. U menších zánětů šlach vystačíme s ultrazvukem. U těch silných používáme ostré masti, které jsou kombinovány s pálením. Každý zánět je vážné onemocnění a o léčbě se musíme poradit s lékařem. Nejdůležitější pro našeho miláčka je mu ulehčit od bolesti např. studeným obkladem.
- Podotrochlóza - Jedná se o degenerativní onemocnění střelkového kloubu při přetížení zvířete, neboť jde o při pohybu nejvíce namáhanou část nohy. Typické je pro sportovní koně, především skokany. Nemoc je bolestivá a vede ke kulhání.
- Černá zástava močení - Velice nebezpečnou chorobou je černá zástava moče (také jako paralytická myoglobinurie koní), kdy dochází degradací svalu k průniku svalového myoglobinu do moči. Nejčastěji vzniká náhle u velmi pracovně zatížených koní po dni klidu, když se krmivo podává v normálních dávkách. Po několika minutách po námaze se objeví strnulý chod, koni ztuhnou svaly na zádech, vláčí také zadní nohy po zemi až upadne. Je nutný okamžitý zákrok. Musí se vycévkovat a snížit zásobu bílkovin a uhlohydrátů v organismu vydatným odběrem krve a injekcí inzulínu. Kůň se musí zakrýt, aby se mu prohřály svaly.